# Saitenstärke
Mit Saitenstärke bezeichnet man die Dicke einer Gitarren- bzw. Bass-Saite. Für die Saitenstärke sind auch die englischsprachigen Begriffe ‚tension‘ (Spannung) und ‚gauge‘ (Maß) üblich.

## Angabe

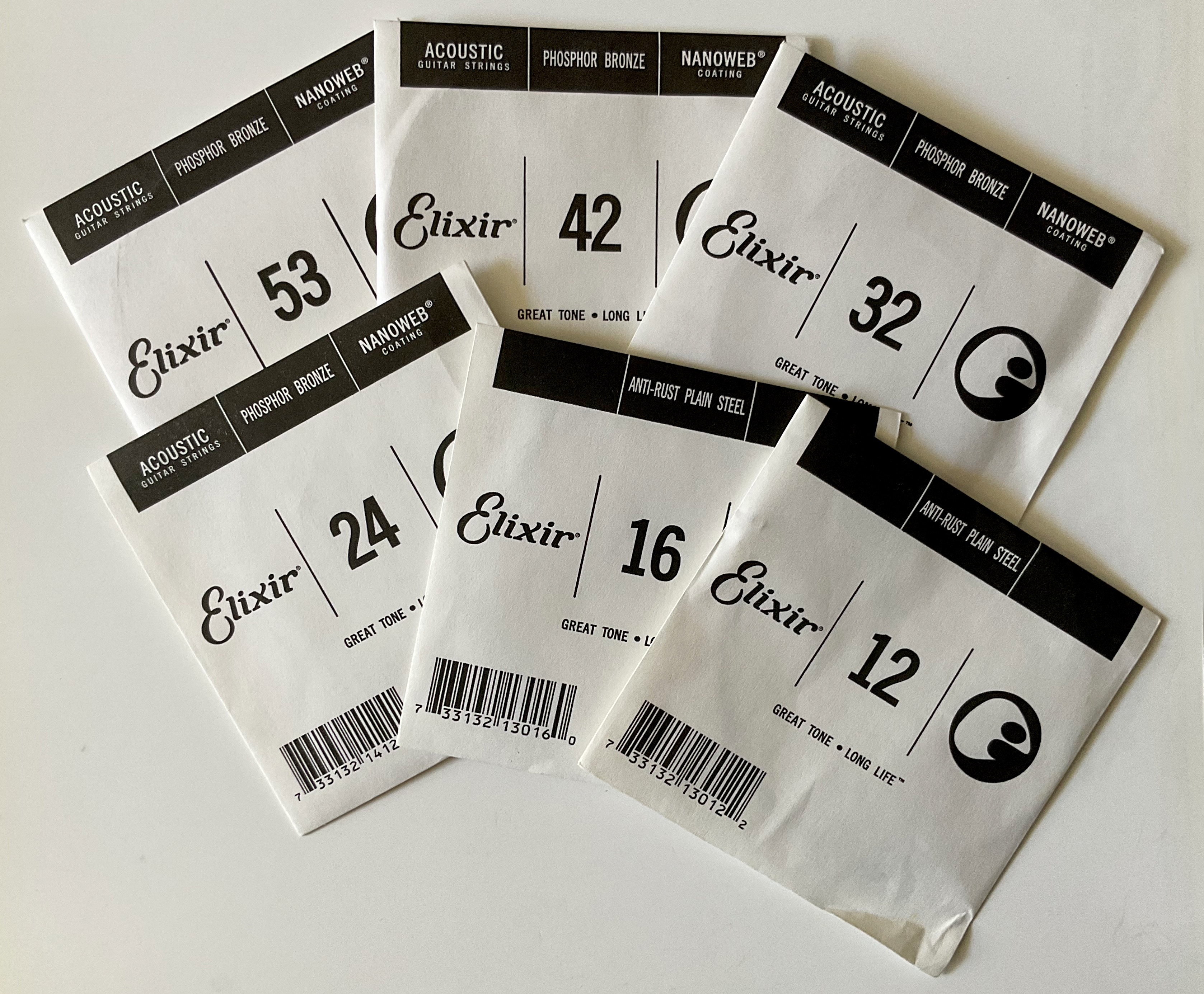
Ein Satz Stahlsaiten (Light) für eine Akustikgitarre. Die Stärken sind in der Mitte der einzelnen Tütchen aufgedruckt.

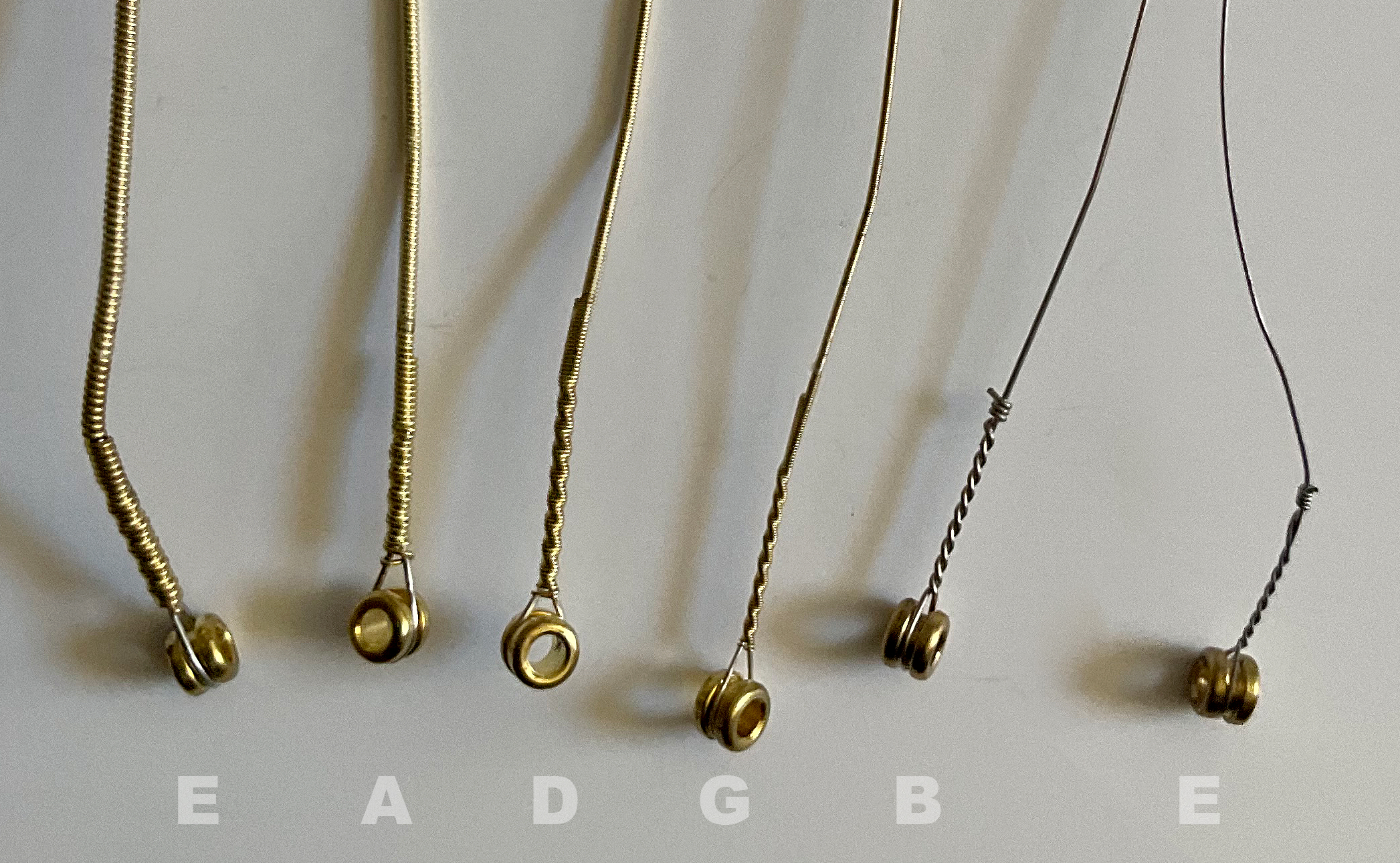
Unterschiedliche Stärke und Wickelung der Saiten einer Westerngitarre. Die Metallhülsen (sog. „Ball-Ends“) am Ende dienen zur Befestigung am Steg

Bei Stahlsaiten, die auf der E-Gitarre, der Westerngitarre, auf dem E-Bass und dem Akustikbass verwendet werden, wird die Saitenstärke in Zoll angegeben. Die Bezeichnung .010 bedeutet 0,01 Zoll (0,254 mm). Es finden sich auch Angaben in Tausendstel Zoll wie 10 oder 010 für 0,01 Zoll. Bei Nylonsaiten, wie sie für die Konzertgitarre gebraucht werden, ist eine derart präzise Angabe der Saitenstärke aus technischen Gründen nicht möglich. Man beschränkt sich hier auf allgemeine Bezeichnungen wie low, medium und high tension, wobei die Bezeichnung low tension für die dünnsten Saiten steht. 
Die folgenden Tabellen geben einen Überblick über die verwendeten Saitenstärken bei E-Gitarren und Akustikgitarren sowie bei E-Bässen und Akustik-Bässen. Es ist jeweils ein minimaler und ein maximaler sowie ein gebräuchlicher Mittelwert angegeben. Die Minimal- und Maximalwerte sind wiederum nur Richtwerte. Wie unten aufgeführt finden sich gelegentlich Gitarristen, die diese Werte über- beziehungsweise unterschreiten. 
Den Tabellen ist zu entnehmen, dass bei Akustik-Gitarren in der Regel stärkere Saiten verwendet werden als bei E-Gitarren.
- E-Gitarre

| Saite     | Min. | Normal | Max. |
| e-Saite   | .008 | .010   | .013 |
| b-Saite   | .010 | .011   | .017 |
| g-Saite   | .014 | .016   | .026 |
| D-Saite   | .020 | .026   | .036 |
| A-Saite   | .028 | .036   | .046 |
| E-Saite   | .038 | .046   | .056 |
| (B-Saite) | .052 | .062   | .070 |

- Akustik-Gitarre

| Saite   | Min. | Normal | Max.                          |
| e-Saite | .009 | .012   | .017 (v. a. Resonatorgitarre) |
| h-Saite | .012 | .016   | .018                          |
| g-Saite | .015 | .024   | .028                          |
| D-Saite | .025 | .032   | .038                          |
| A-Saite | .035 | .042   | .048                          |
| E-Saite | .045 | .053   | .058                          |

- E-Bass

| Saite      | Min. | Normal | Max. |
| (F-Saite)  | .018 |        | .023 |
| (C-Saite)  | .020 |        | .035 |
| G-Saite    | .030 | .040   | .055 |
| D-Saite    | .050 | .060   | .075 |
| A-Saite    | .065 | .080   | .095 |
| E-Saite    | .085 | .100   | .118 |
| (H-Saite)  | .120 |        | .145 |
| (F#-Saite) | .145 |        | .175 |

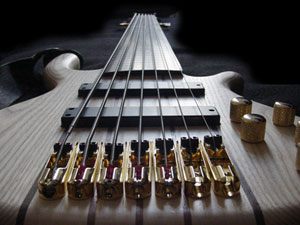
Siebensaitiger Santander-Fretless-Bass in Stimmung F#-B-E-A-D-G-C

H- und C-Saiten sind bei fünf- und sechssaitigen Instrumenten üblich, bei Siebensaitern kommt eine hohe F- oder eine tiefe F#-Saite hinzu. Viersaiter werden üblicherweise in E–A–D–G oder (seltener) H–E–A–D gestimmt.
- Akustik-Bass

| Saite   | Min. | Normal | Max. |
| G-Saite | .040 | .040   | .047 |
| D-Saite | .060 | .060   | .065 |
| A-Saite | .080 |        |      |
| E-Saite | .100 |        |      |

Um die Saitenstärke eines gesamten Saitensatzes (also bei der Gitarre aller sechs, beim Bass aller vier zusammengehörender Saiten) anzugeben, gibt es verschiedene Möglichkeiten: Zum einen verwendet man die Saitenstärke der jeweils höchsten Saite. Ein .010er-Satz für die Gitarre ist also ein Satz, bei dem die hohe e-Saite die Stärke .010 hat und die übrigen Saiten eine dazu passende (mittlere) Stärke. Analog spricht man beim Bass etwa von einem .040er-Satz.
Zum anderen gibt es eine ganze Reihe weiterer Bezeichnungen, die von unterschiedlichen Herstellern in nicht streng genormter Weise verwendet werden:
- für dünne Saiten: ultra light, extra light, xx light, x light, regular slinky. regular, custom light, light
- für mittlere Saiten: medium, true medium
- für dicke Saiten: heavy, extra heavy, jazz

Die Bezeichnung „jazz“ für dicke Saiten erklärt sich aus dem Umstand, dass Jazz-Gitarristen meist Saiten mit verhältnismäßig hoher Saitenstärke verwenden. Neben den genannten Bezeichnungen ist für Gitarren auch die Angabe light (oder skinny) top – heavy bottom in Gebrauch. Dies steht für einen Saitensatz mit verhältnismäßig dünnen Diskant- und dicken Bass-Saiten, der in gewisser Weise die Vorteile beider Saitentypen kombinieren soll (siehe unten).

## Vor- und Nachteile verschiedener Saitenstärken
Dünne Saiten haben den Vorteil, dass sie sich mit weniger Kraftaufwand greifen lassen und dass sich daher leichter und schneller auf ihnen spielen lässt. Gewisse Spieltechniken lassen sich mit dicken Saiten gar nicht oder nur mit Mühe ausführen. So ist auf der Gitarre das Ziehen der Saite (englisch: Bending) einen Ganzton nach oben bei einem .011er-Satz kaum noch auszuführen. Analog dazu unterstützt eine geringe Saitenstärke die Technik des Slappens auf dem E-Bass. 

F#-Saite mit Ausdünnung

Die leichte Spielbarkeit von dünnen Saiten kann jedoch auch ein Nachteil sein. Auf der Gitarre muss insbesondere bei Akkorden darauf geachtet werden, dass die Finger waagerecht auf den Saiten aufsetzen, andernfalls werden die Saiten unwillkürlich gezogen und die Gitarre klingt dadurch verstimmt. Dieser Effekt wird noch verstärkt, wenn die Gitarre (wie bei vielen Heavy-Metal-Bands üblich) einen Halb- oder Ganzton heruntergestimmt wird. Bei einer heruntergestimmten Gitarre sollte man also gegebenenfalls einen dickeren Saitensatz verwenden.
Saiten höherer Saitenstärke haben den Vorteil, dass sie voluminöser klingen, einen länger andauernden Ton (mehr Sustain) haben und größere Lautstärkeunterschiede (stärkere Dynamik) ermöglichen. Vom Gesamtcharakter her klingt ein dickerer Saitensatz eher bassbetont, „fett“, ein dünner eher höhenbetont, „silbrig“. Dicke Saiten haben daneben den Vorteil, dass sie seltener reißen und besser die Stimmung halten. Auf dem E-Bass werden die H- und F#-Saiten üblicherweise an den Enden dünner ausgeführt, um ein Durchführen durch den Saitenhalter und ein Umwickeln der Wirbel überhaupt zu ermöglichen, während sie zwischen Saitenhalter und Steg verdickt sind (oft auf den 3-fachen Durchmesser), um nicht durchzuhängen.
Gitarristen wie Eddie Van Halen und Tony Iommi sind bekannt dafür, dass sie eine sehr leichte Saitenstärke verwenden (Van Halen: .009 – .042, Iommi: .008 – .032). Umgekehrt erzeugte Stevie Ray Vaughan seinen Blues-Ton mit überdurchschnittlich dicken Saiten (.013 – .058). Auch Rick Parfitt, Rhythmusgitarrist von Status Quo, benutzte ausschließlich dicke Saiten (.014 – .056). Als Extrembeispiel kann hier Dick Dale angeführt werden, der seine Gitarre für sein extremes Tremolospiel mit .016 bis 0.60 starken Saiten bespannte. 
Unter den Bassisten ist Stanley Clarke als ein Benutzer leichter Saitenstärke (.030 – .090) zu nennen.